# Collège de 'Pataphysique
Le Collège de ’Pataphysique a été fondé le 11 mai 1948 par le docteur Sandomir (« 22 Palotin 75 de l'ère pataphysique qui s'ouvre le jour de la naissance d'Alfred Jarry, le 8 septembre 1873 »). Il constitue une « société de recherches savantes et inutiles » qui « administre »  la ’Pataphysique, définie par Alfred Jarry comme « la science des solutions imaginaires qui accorde symboliquement aux linéaments les propriétés des objets décrits par leur virtualité » . Le Collège de ’Pataphysique a été fondé en 1948, et ses manifestations publiques se sont interrompues entre 1975 et 2000, période dite de l'« Occultation ».
L'organisation donne à ses membres réels ou imaginaires des titres qui s’inspirent de diverses institutions présentes ou passées (curie romaine, république de Venise, etc.). L’emblème pataphysique est « l’ombilic ubique » ou gidouille.

## Organisation

### Curateur
Le titre de « Curateur inamovible » est attribué au Docteur Faustroll, personnage du livre fondateur de la ’Pataphysique : Gestes et opinions du docteur Faustroll, pataphysicien d’Alfred Jarry (1911). Signifiant haut fonctionnaire, le titre est inspiré de la fonction de curateur de l’Empire romain.

### Vice-Curateur
Le Collège de ’Pataphysique possède un Vice-Curateur élu, secondé par un Staroste (inspiré des Starostes de la Pologne d'Ancien Régime). Le Vice-Curateur « veille à ce que le Collège n’ait aucune utilité et à ce que la ’Pataphysique garde une excellence faustrollienne ».
Le premier Vice-Curateur à la création du Collège de ’Pataphysique est le Docteur Sandomir, lequel est également l'un des fondateurs du dit Collège en 1948. Deux ans après son décès, le 10 mai 1959, Raymond Queneau (désigné comme Unique Électeur) élit le Baron Mollet dont le magistère dure cinq ans. Puis l'Unique Électeur Jean Dubuffet élit Opach à la tête du Collège le 11 août 1965. Sous son magistère survient l'Occultation du Collège de ’Pataphysique (en 1975), et durant l'Occultation survient la mort d'Opach (1993). En 1997, Lutembi — un crocodile du Nil semi-légendaire — est élu en secret en tant que Vice-Curateur (titre qui n'est rendu public qu'à la Désoccultation du Collège en l'an 2000). Enfin, après la disparition de Lutembi, Tanya Peixoto est élue par l'Électeur Unique Fernando Arrabal le 2 mai 2014.

### Provéditeur
Provéditeur est le titre porté par certains membres du Collège de ’Pataphysique en allusion aux provéditeurs de la république de Venise.
Le « Corps des provéditeurs administre les biens imaginaires et réels du Collège ; il organise ses publications et ses manifestations ; il crée les chaires de Régents avec l'adunation du vice-curateur, il propose à l'arbitrium du vice-curateur la préconisation des Régents et l'investiture des nouveaux provéditeurs ; il admoneste pataphysiquement les Régents et les membres du Collège ». Ce corps dirige provisoirement le Collège au décès du vice-curateur. Les provéditeurs ont donc un rôle central dans l'organisation et la vie quotidienne du Collège. Un des provéditeurs est dit rogateur. Il supervise les liaisons des Corps entre eux, ouvre les débats en Séance Plénière, examine et promeut les Auditeurs. Il est Secrétaire-né du Vice-Curateur.
Ont été élevés à la dignité de provéditeurs depuis la fondation du Collège :
- Le 11 mai 1948 : Mélanie Le Plumet (provéditrice générale)[note 2], Jean-Hugues Sainmont (provéditeur général adjoint et rogateur)[note 2], Georges Petitfaux (provéditeur général des Phynances)[note 3] et Henri Robillot (provéditeur-éditeur général et gérant des Cahiers du Collège)[note 4].
- Le 11 mai 1953[17] : Henri Bouché (provéditeur général des affaires animales et végétales[18]), François Lachenal (provéditeur-propagateur aux pays helvétiques, alpins, teutoniques et ultramontains) et Roger Shattuck.
- Le 14 juillet 1955 : Louis Barnier devient provéditeur inquisiteur.
- Le 19 mai 1957 : Claude Ernoult, Nikolay Kamenev (pro-provéditeur) et Zhang Zemin (pro-provéditeur).
- Le 10 novembre 1958 : Claude Ernoult devient pro-provéditeur-équateur.
- Le 8 septembre 1959 : François Caradec, Ross Chambers, Juan Esteban Fassio et Senninger.
- Le 11 mai 1962 : Rafael de Luc.
- Le 8 septembre 1964 : Guy Cambot et Virgilio Dagnino.
- Le 29 septembre 1965 : Raymond Fleury (provéditeur général).
- Le 5 juillet 1990 : Thieri Foulc (provéditeur-convecteur).
- Le 20 avril 2000 : Milie von Bariter (Coadjurateur du Potentiel), Rémy Bellenger (Opitulateur Adjoint), Pascal d'Ourcy (provéditeur analeptique), Paul Gayot (provéditeur rogateur général), Frank Ténot (provéditeur pervulgateur). Zhang Zemin (nouvelle graphie de Tchang-Tso-Min) devient provéditeur-poliiicitateur général et Claude Ernoult provéditeur-équateur Général.
- Le 8 mai 2004 : Philippe Cathé (Opitulateur Adjoint), Brunella Eruli (provéditrice italique), Albert Marencin (Propagateur en Europe Mésanatolique). Senninger devient provéditeur général, Rémy Bellenger provéditeur des Phynances et Thieri Foulc provéditeur-éditeur général.
- Le 6 avril 2007 : Senninger (provéditeur général)[19], Tristan Bastit (provéditeur diaphéniste), Dominique Lacaze (provéditeur-éditeur adjoint)
- Le 8 septembre 2011 : Stéphane Mahieu (provéditeur-éditeur Adjoint), Guillaume Pô (provéditeur des Exhibitions et Ostentations).
- Le 8 septembre 2012 : Thieri Foulc (provéditeur légat auprès du Transcendant Corps des Satrapes), Milie von Bariter (provéditeur-éditeur adjoint). Christophe Henrion (opitulateur adjoint)

### Dataires
Les « Dataires » (par allusion au dataire de la curie romaine) sont des fonctionnaires-dignitaires chargés d’exécuter les décisions des provéditeurs et de transmettre les messages et envois du Collège à ses membres. Ces membres sont chargés des aspects administratifs de la vie du Collège.
Ont été nommés dataires, depuis la fondation du Collège :
- Le 28 juillet 1950 : Rafaël de Luc.
- Le 11 mai 1953[20] : Quatrezoneilles (avec le rang de Protodataire).
- Le 15 décembre 1957 : Borzic, Bullin, Nautil et Senninger.
- Le 8 septembre 1959[21] : Roland Baumet, Serge Lhuré.
- Le 8 juin 1961[22] : Jacques Bierne, Jesús Borrego Gil (dataire détaché à Buenos Aires), Alfredo Papo (dataire détaché à Barcelone), Klaus Volker (dataire détaché à Berlin).
- Le 29 septembre 1965[23] : Pierre Bassard.
- Le 24 octobre 1970[24] : Thieri Foulc, Carlos Huancabamba (dataire détaché à Sucre), Alain Mignien (promu Cyberdataire le 20 avril 2000[25]).
- Le 19 avril 1975[26] : Juliet Bareau, Remy Bellenger, Moujik (avec le rang de Dataire Emporiophylacte), Frédéric Pérard.
- Le 20 avril 2000 (date à laquelle sont révélés les noms des dataires nommés pendant l'Occultation, ainsi que ceux des dataires du Novum Organum)[25] : Claire Ancelet (avec le rang de Deutérodataire), Luc Barnier (avec le rang de Vice-Protodataire), Jacques Baudou (avec le rang de Dataire Involucratif), Alastair Brotchie (dataire détaché à Londres), Philippe Cathé, Odile Claudon (avec le rang de Dataire Vérédaire), Sébastien Cloché (avec le rang de Sous-dataire perpétuel), Pierre Colle (avec le rang de Coprodataire, Anagnoste de SM Lutembi), Paul Edwards (avec le rang de Photodataire), Anne Feillet, Klaus Ferentschik (dataire détaché à Vienne), Nicolas Galaud, Sara Holt (avec le rang de Photodataire), Dominique Petitfaux (avec le rang de Vice-Protodataire), Gersan Moguérou (avec le rang de Dataire Andrologue), Ursula et Michel Monnier (avec le rang de Sous-dataires), Akiko Osaki (dataire détaché à Kawasaki), Martine Pichard (avec le rang de Deutérodataire Emporiodiocète), Pierre-André Schupbach (dataire détaché à Oleyres), Afro Somenzari (dataire détaché à Viadana), Philippe van den Broeck (dataire détaché à Liège), Ubustine van Schoonbeek (dataire détaché à Bruxelles). Alain Mignien est promu Cyberdataire.
- Le 20 avril 2002[27] : Christian Bodros (dataire détaché à Stockholm), Rutilie Foch, Guillaume Pô, Anne Romillat, Alain Zalmanski.
- Le 8 juin 2004 : Pierre-André Schüpbach (avec le rang de représentant résident du Collège en Helvétie).
- Le 30 mai 2007 : Christophe Henrion (Dataire Emporiodiocète).

### Satrapes et Régents
Le rayonnement de la ’Pataphysique et son enseignement sont assurés par les Satrapes et les Régents.
Les Satrapes, qui forment un corps, cultivent la ’Pataphysique et agissent par leur seule présence. Ainsi ils signifient la ’Pataphysique dans le Collège et à l’extérieur. Ils ne sont soumis à aucune obligation.
Les Régents occupent les « chaires » du Collège. Aucune restriction n’est apportée à la liberté de leur enseignement. « Seuls le sérieux pris au sérieux, le lyrisme lyrique et autres produits astringents seraient susceptibles de rendre un enseignement irrecevable ». Il y a des chaires fondamentales permanentes telles que :
- Mythographie des Sciences Exactes et des Sciences Absurdes ;
- Nautique Épigéenne et Hypogéenne ;
- Vélocipédologie ;
- Cinématographologie et Onirocritique ;
- Crocodilologie ;
- Travaux Pratiques de Belge.

D’autres chaires sont créées intuitu personæ.
Les leçons des Régents s’adressent aux Auditeurs du Collège de ’Pataphysique « qui ont pour Privilège de verser une phynance d’inscription ». Ils reçoivent les publications du Collège et participent à ses manifestations publiques et privées. Les Correspondants ont des « Privilèges identiques, à l’exception de l’assiduité. »
Le titre « enviable » d’Auditeur Réel ou de Correspondant Réel est conféré, sur proposition des Régents, des provéditeurs ou des Satrapes, aux auditeurs et correspondants qui prennent une part effective aux activités du Collège. Les autres sont qualifiés d’Apparents.
Sur proposition des Satrapes, des provéditeurs ou des Régents, le titre « inappréciable » d’auditeur ou correspondant Emphytéote (par allusion au bail emphytéotique) peut être conféré à des personnalités qui « volontairement ou involontairement » honorent la ’Pataphysique. On considère que ceux-ci sont liés à long terme au Collège et ils peuvent espérer en effet y faire carrière.
D’après ses Statuts (article 11), le Collège de ’Pataphysique n’engage à rien, ni ses optimates, ni ses membres : il dégage au contraire, « dans tous les sens du mot dégager et du mot sens ».

### Hiérarchie
L’organisation du Collège n’est pas structurée de manière uniquement verticale. Le Curateur Inamovible se situe bien en haut d'un commandement de type pyramidal, mais le reste de la hiérarchie est holocratique « répartissant l'autorité selon les fonctions et non selon une supposée supériorité de l’échelon (...) L’échelle sociale du Collège est horizontale. Bien avant que les néo-théoriciens du Management croient inventer il y a quelques années un système de gouvernance circulaire, le Collège l’avait mis en pratique et nommé depuis longtemps ». C'est en s'appuyant sur le principe pataphysique d’équivalence que le Collège de 'Pataphysique a appliqué la notion et inventé le terme holocratique dès 1957.
- Curateur inamovible du Collège de ’Pataphysique
- Vice-Curateur du Collège de ’Pataphysique
- Provéditeur du Collège de ’Pataphysique
- Satrape du Collège de ’Pataphysique
- Régent du Collège de ’Pataphysique
- Dataire du Collège de ’Pataphysique
- Auditeur et Correspondant Apparent, Réel ou Emphytéote

## Publications
Le Collège de ’Pataphysique édite depuis 1950 une revue trimestrielle, Viridis Candela, qui a connu neuf séries successives, intitulées Cahiers du Collège de Pataphysique puis Dossiers du Collège de ’Pataphysique, Subsidia Pataphysica, Organographes du Cymbalum pataphysicum, Monitoires du Cymbalum pataphysicum, L'Expectateur du Cymbalum pataphysicum, Carnets trimestriels du Collège de ’Pataphysique, Le Correspondancier du Collège de ’Pataphysique, Le Publicateur du Collège de ’Pataphysique et, depuis septembre 2021, Spéculations.
Elle a publié quantité de textes inédits d'Alfred Jarry et de nombreuses études sur sa vie et son œuvre. En outre les revues du Collège se sont attachées de tous temps à faire découvrir de nombreux autres inédits et publié des éditions originales d'auteurs célèbres ou tombés dans l'oubli.
Documents de toutes sortes, écrits oubliés ou non, grande et « mauvaise » poésie, modestes coupures de presse, œuvres d'art et de non-art, graffiti, musique, contrepèteries, mythologies scientifiques ou non (ces dernières sont souvent les précédentes vieillies de vingt ans), béatitudes, Langage de Notre Temps, etc., ont été et sont encore mis à contribution. Le Collège a, pour la première fois, imprimé une pièce d’Eugène Ionesco en 1952. Trois autres l’ont suivie. De même le Collège a publié des inédits de Julien Torma. C’est du vivant de Boris Vian qu’il a fait paraître les Bâtisseurs d’empire et nombre de textes ; c'est l’année qui a suivi sa mort qu'ont vu le jour le Goûter des Généraux et le Dossier Boris Vian.
Dans la revue ont paru les premiers travaux de Littérature Potentielle (l’Oulipo était une Sous-Commission du Collège).
D'importantes livraisons ont été consacrées à Rabelais, à l'Époque Symboliste, à la Morale, à Ubu (deux fois), à Faustroll, à la Dragonne, à Raymond Queneau, aux Environs de Vrigny, à la Trichomonase.
Le Collège a publié en langues étrangères au français. Institution internationale par principe, il l'est devenu en fait par la création de ses Instituts de Buenos-Aires, de Milan, de Rome, de Londres (fondation en 2000 du London Institute of Pataphysics), par ses groupes actifs de Tchécoslovaquie, d'Angleterre, d'Amérique du Nord, des Pays-Bas ou même de Chine. Un Institutum Pataphysicum Vilniense a vu le jour en mai 2013 en Lituanie.